# La Nuit de la Saint-Jean (film, 1956)
Pour les articles homonymes, voir La Nuit de la Saint-Jean.
Pour plus de détails, voir Fiche technique et Distribution.
La Nuit de la Saint-Jean (Johannisnacht) est un heimatfilm ouest-allemand réalisé par Harald Reinl, sorti en 1956. Il est adapté de la nouvelle homonyme de Werner Hill.

## Synopsis
Le baron Christian von Hergeth, veuf et seigneur de Gut Ulmenried dans les Alpes bavaroises, a épousé la chanteuse d'opéra en herbe Martina Lynn peu après la fin de la Seconde Guerre mondiale. Lorsque leur fille Maria, appelée Micky, n'avait que quelques mois, Martina a obtenu un engagement d'une saison au Metropolitan Opera de New York. Pour ne pas gâcher cette opportunité de carrière pour sa femme, Christian accepte le cœur gros de rester seul à la maison avec l'enfant pendant plusieurs mois. Cependant, lorsque Martina prolonge son séjour à New York, Christian décide de divorcer et interdit à Martina tout contact avec l'enfant, qu'il élève seul. Il laisse croire que sa mère est décédée.
Dix ans plus tard, pour soigner une maladie pulmonaire, Micky ne vit plus avec son père dans le manoir mais avec la laitière Liesl dans les montagnes dans une cabane d'alpage où le grand air lui fait du bien. De son côté, Martina Lynn se rend plusieurs fois à l'Alm dans le dos du baron et au su de Liesl et se lie d'amitié avec sa fille, à qui elle ne révèle sa véritable identité qu'après plusieurs visites. Entre-temps, Christian a embauché la jeune Irène Hofmann, dont le grand-père était propriétaire terrien en Silésie mais alors qu'Irène voit dans le baron une figure paternelle, ce dernier tombe amoureux de la jeune femme. Il lui propose de se marier, ce qu'elle accepte par gratitude et par sens du devoir.
Irene est ensuite présentée à Lorenz, le fils adulte de Christian issu de son premier mariage, qui travaille comme professeur d'université à Munich . Tous deux développent alors des sentiments amoureux l'un pour l'autre mais vont les réprimer au vu de la situation. La veille de la Saint-Jean des feux de joie brûlent sur la place tandis que les fiançailles doivent être célébrées mais Irène a subitement disparu. Lorenz la retrouve et lui avoue alors son amour. Elle lui explique qu'elle ne peut pas épouser Christian parce qu'elle aime Lorenz mais qu'elle ne peut fonder son bonheur sur le malheur du père. Ce dilemme est finalement résolu lorsque Mickey parvient à réunir ses parents. Quelques semaines après le mariage de Lorenz et Irène, Christian et Martina se rendent à nouveau à l'état civil, sous les acclamations des villageois.

## Fiche technique
Sauf indication contraire, les informations mentionnées dans cette section peuvent être confirmées par la base de données cinématographiques IMDb,  présente dans la section « Liens externes ».
- Titre original : Johannisnacht
- Titre français : La Nuit de la Saint-Jean[1]
- Réalisateur : Harald Reinl
- Scénario : Ilse Lotz-Dupont (de), Tibor Yost (de) d'après la nouvelle de Werner Hill
- Photographie : Oskar Schnirch (de)
- Montage : Martha Dübber (de)
- Musique : Willy Mattes
- Producteur : Bernhard F. Schmidt, Gerhard Frank
- Sociétés de production : Delos-Film
- Pays de production :  Allemagne de l'Ouest
- Langue de tournage : allemand
- Format : Couleur Eastmancolor - 1,37:1 - Son mono - 35 mm
- Durée : 97 minutes
- Genre : Heimatfilm
- Dates de sortie :
  - Allemagne de l'Ouest : 30 octobre 1956

## Distribution
- Willy Birgel : Christian von Hergeth
- Hertha Feiler : Martina Lynn
- Erik Schumann : Lorenz von Hergeth
- Sonja Sutter : Irene Hofmann
- Wolfgang Gruner (de) : Hans Merkel
- Ingrid Simon (de) : Micky von Hergeth
- Wolfgang Preiss : Mac Fadden
- Lucie Englisch : Sennerin Liesl
- Paul Esser : Lamm, l'intendant
- Carla Rust : Rosa Lamm
- Kurt Heintel (de) : Georg Tanner
- Carola Höhn : Dr Hofmann
- Konstantin Delcroix (de) : Wilderer Moos
- Evi Kent (de) : Friedl Distelhorst
- Walter Janssen : Dr Knapp
- Franz Weilhammer (de) : Huber, le jardinier